# Erminia Mazzoni
Pour les articles homonymes, voir Mazzoni.
Erminia Mazzoni (née le 28 avril 1965 à Naples) est une ancienne députée européenne italienne membre du Parti populaire européen. Elle est présidente de la commission des pétitions et membre de la Commission du développement régional.

## Biographie
Membre de l'Union de Centre jusqu'en 2009, elle adhère au Peuple de la liberté pour rejoindre le Nouveau Centre-droit fin 2013.